# Simulium callidum
Simulium callidum es una especie de insecto del género Simulium, familia Simuliidae, orden Diptera.
Fue descrita científicamente por Dyar & Shannon, 1927.